# كوستاس توتسيوس
كوستاس توتسيوس مواليد 7 أغسطس 1978 في سيرس، هو لاعب كرة سلة يوناني. بدأ مسيرته الاحترافية في سنة 1999. يحمل الرقم 6. لعب مع نادي أولمبيا لاريسا لكرة السلة من سنة 1999 إلى 2004، ثم لعب مع نادي ماكدونيكوس لكرة السلة في موسم 2005–2006، ثم لعب مع نادي إراكليس سالونيك لكرة السلة من سنة 2007 إلى 2009.